# Roland Rogers
Roland Rogers   (West Bromwich, 14 de novembre de 1847 - Bangor, 31 de juliol de 1927), fou un compositor anglès. Va compondre música religiosa i la gran cantata Prayer and praise; una altra cantata, The Garden (premiada); dues simfonies en do, els Saltiri gal·lesos, entre altres obres
Quan tenia 11 anys va ser nomenat per exercir l'harmònium a l'església de St. Peter de West Bromwich. En 1862, quan tenia 15 anys, es va convertir en organista de l'església de sant Joan, Wolverhampton, i, en 1866, de l'església parroquial Tattenhall. Rogers tenia 24 anys quan es va convertir en organista de la catedral de Bangor (1871-1892). Es va graduar en 1875 amb un doctorat de la música per la Universitat d'Oxford, i es va convertir en un famós organista. Rogers fou un mestre molt conegut; entre els seus alumnes hi hagué F. Francon Davies, William Davies, i R. S. Hughes. Va ser instructor en la música a Bangor University College i al Mount School Rydal, Colwyn Bay. En 1891 va renunciar al seu càrrec de la catedral de Bangor i va ser nomenat organista de l'església de St. James, de Bangor; en 1902, però, va tornar al seu lloc de la catedral.